# Эссен
Э́ссен (нем. Essen [ˈɛsən]) — город земельного подчинения на западе Германии (ФРГ), в федеральной земле Северный Рейн-Вестфалия (СР-В).
Город расположен в центре Рурской области и Рейнско-Рурского региона — одной из крупнейших городских агломераций мира. После Кёльна, Дюссельдорфа и Дортмунда является четвёртым по величине городом СР-В и одним из её главных экономических центров. Являясь независимым городом в составе административного округа Дюссельдорф и при численности населения в 592 000 человек, Эссен занимает девятое место в списке крупнейших городов ФРГ.

## География
Города-соседи (с востока по часовой стрелке):
- Бохум
- Хаттинген (округ Эннепеталь-Рур)
- Фельберт (округ Меттманн)
- Хайлигенхаус (округ Меттманн)
- Мюльхайм-ан-дер-Рур
- Оберхаузен
- Боттроп
- Гладбек (округ Реклингхаузен)
- Гельзенкирхен

## Население
На 1901 год, в городе Прусского королевства, Германская империя проживало 182 100 жителей (с 1881 года население города утроилось), обоего полу, а в 1905 году уже 297 000 жителей, из коих 2 700 евреев.
На 1960 год в городе Западной Германии (ФРГ) проживало 729 500 человек.
Численность населения города по данным на 31 декабря 2011 года (с учётом итогов переписи 2011) составила 565 900 жителей (причём ранее на ту же дату оценивалась в 573 468 жителей). По данным на 31 декабря 2000 года в городе жило 595 243 человека, на 1990 год —  626 973 человека, на 1970 год — 696 419 человек.
На 2019 год в городе проживало 582 800 человек.

## История
В 800 году было заложено Верденское аббатство, с которого и начинается история поселения Эссен. Наряду со штифтом Эссен, около 800 года Святой Людгер основал в пределах современного города мужской монастырь Верден, ставший важным центром германской раннехристианской письменности.
В IX столетии здесь был основан бенедиктинский женский монастырь, возникнув в 845 году (в другом источнике указан 873 год), как женский штифт (полумонастырь для дам благородного происхождения) на реке Рур, вокруг которого стали селиться люди. В 1003 году Гагона, сестра германо-римского императора Генриха I, настоятельница бенедиктинского монастыря, окружила возникшее вокруг монастыря селение стенами и положила основание городу. В 1275 году женский монастырь получил имперские права и настоятельница его заседала в рейнском сейме прелатов.
Сюзеренное право над Эссеном, то есть верховная власть над поселением, переходила из рук в руки и сначала принадлежало графам Марк, потом с 1495 года, герцогам Юлих-Клеве-Бергским, а с 1609 года Бранденбургу. В 1801 году монастырское владение Эссеном и землями вокруг было секуляризовано, в другом источнике указано что город до 1802 года находился под управлением женского монастыря. В 1803 году владение (165 кв. км и 14 000 жителей) было отдано Прусскому королевству. В 1807 году Эссен присоединён был к герцогству Берг, а в 1814 году вновь возвращён Пруссии.

Детальный составной план города Эссен, 1944

Далее объединение городов рурского бассейна, в том числе и города Эссен. К началу Второй мировой войны Эссен являлся центром германской тяжёлой промышленности, поэтому подвергался бомбардировкам Королевских военно-воздушных сил Великобритании и ВВС Армии США. В частности, —	в ночь на 4 апреля 1943 года самолёты английской бомбардировочной авиации совершили мощный и концентрированный налёт на Эссен. В официальном сообщении германского командования указывается, что району города Эссена причинён значительный ущерб. После капитуляции нацистской Германии территория вошла в британскую зону оккупации.
В 1948 году город занимает площадь в 188 км², и простирается от реки Рур на юге до канала Рейн-Герне и реки Эмшера на севере. С 1958 года Эссен является также центром католической епархии.
Эссен известен как центр базирования крупных промышленных концернов, а с 1972 года, когда в городе был основан многопрофильный университет, он является и важным центром Высшей школы страны. В 2003 году, после объединения эссенского университета с университетом Дуйсбурга, это новое высшее учебное заведение заняло девятое место по количеству студентов среди университетов Германии.
В наше время Эссен является членом «Краевого союза Рейнских земель» (Ландшафтсфербанд Райнланд, Landschaftsverband Rheinland) и «Регионального союза Рура» (Регионалфербанд Рур, Regionalverband Ruhr). В рамках проекта «Рур 2010 — культурная столица Европы», Эссен был выбран «культурной столицей Европы», представляя в данном проекте весь Рурский регион.

## Климат
В Эссене мягкий умеренный климат.
| Показатель                    | Янв. | Фев. | Март | Апр. | Май  | Июнь | Июль | Авг. | Сен. | Окт. | Нояб. | Дек. | Год  |
| ----------------------------- | ---- | ---- | ---- | ---- | ---- | ---- | ---- | ---- | ---- | ---- | ----- | ---- | ---- |
| Средний суточный максимум, °C | 3,9  | 5,1  | 8,3  | 12,4 | 17,1 | 20,0 | 21,6 | 21,6 | 18,4 | 14,0 | 8,1   | 4,9  | 13,0 |
| Средняя температура, °C       | 1,9  | 2,5  | 5,1  | 8,5  | 12,9 | 15,7 | 17,4 | 17,2 | 14,4 | 10,7 | 5,7   | 2,9  | 9,6  |
| Средний суточный минимум, °C  | −0,3 | 0,0  | 2,2  | 4,8  | 8,7  | 11,5 | 13,2 | 13,3 | 11,1 | 7,9  | 3,5   | 0,9  | 6,4  |
| Норма осадков, мм             | 81   | 57   | 75   | 68   | 73   | 97   | 89   | 77   | 73   | 70   | 83    | 90   | 933  |
| Источник: World Climate       |      |      |      |      |      |      |      |      |      |      |       |      |      |

## Административное деление

Карта административных районов Эссена

Эссен делится на городские округа (Stadtbezirk), городские округа на городские кварталы (Stadtteil).
Список административных районов Эссена:
- Округ I Штадтмитте/Фриллендорф/Хуттроп
  - 01 Штадткерн
  - 02 Остфиртель
  - 03 Нордфиртель
  - 04 Вестфиртель
  - 05 Зюдфиртель
  - 06 Зюдостфиртель
  - 11 Хуттроп
  - 36 Фриллендорф
- Округ II Рюттеншайд/Бергерхаузен/Реллингхаузен/Штадтвальд
  - 10 Рюттеншайд
  - 12 Реллингхаузен
  - 13 Бергерхаузен
  - 14 Штадтвальд
- Округ III Эссен-Вест
  - 07 Альтендорф
  - 08 Фронхаузен
  - 09 Хольстерхаузен
  - 15 Фулерум
  - 28 Хаарцопф
  - 41 Маргаретенхёэ
- Округ IV Борбек
  - 16 Шёнебек
  - 17 Бединграде
  - 18 Фринтроп
  - 19 Деллвиг
  - 20 Гершеде
  - 21 Борбек
  - 22 Бохольд
  - 23 Бергеборбек
- Округ V Альтенэссен/Карнап/Фогельхайм
  - 24 Альтенэссен-Норд
  - 25 Альтенэссен-Зюд
  - 40 Карнап
  - 50 Фогельхайм
- Округ VI Катернберг/Шоннебек/Штоппенберг
  - 37 Шоннебек
  - 38 Штоппенберг
  - 39 Катернберг
- Округ VII Штееле/Край
  - 34 Штееле
  - 35 Край
  - 45 Фрайзенбрух
  - 46 Хорст
  - 47 Лайте
- Округ VIII Эссен-Рурхалбинзель
  - 31 Хайзинген
  - 32 Купфердрее
  - 33 Бифанг
  - 43 Юберрур-Хинзель
  - 44 Юберрур-Хольтхаузен
  - 48 Бургальтендорф
- Округ IX Верден/Кеттвиг/Бреденай
  - 26 Бреденай
  - 27 Шуир
  - 29 Верден
  - 30 Хайдхаузен
  - 42 Фишлакен
  - 49 Кеттвиг

## Экономика

### Бывшие шахты
- Зильбербанк.
- Цольферайн.

В Эссене расположена штаб-квартира крупнейшей германской газосбытовой и газотранспортной компании E.ON Ruhrgas.
В выставочном комплексе Messe Essen каждый год проводится крупнейшая в мире выставка настольных игр — Internationale Spieltage.

## Транспорт
В Эссене располагалась одна из железнодорожных дирекций Deutsche Bundesbahn. По немецкой системе классификации железнодорожный вокзал Эссена является вокзалом категории 1, что относит его к числу 20 главных вокзалов страны.
В городе имеется трамвайная сеть.  Трамвайная сеть состоит из трёх маршрутов скоростного трамвая (нем. stadtbahn):U-11, U-17,U-18  и семи маршрутов обычного трамвая (нем.Straßenbahn): 101,  103, 104, 105, 106, 107, 109,  которые частично используют общие пути.     Маршруты U-11, 101, 103, 105, 106, 109 являются внутригородскими.  Маршруты U-17 и 107 соединяют Эссен с г.Гельзенкирхен. Маршруты U-18 и 107 соединяют Эссен с г. Мюльхайм-ан-дер-Рур.    В трамвайной сети Эссена имеются подземные участки с   19 станциями. При этом подземные станции имеют как маршруты штадтбана, так и маршруты обычного трамвая.
В Эссене находится один из самых больших автомобильных рынков в Европе.

## Культура и достопримечательности
В 2010 году, вместе с венгерским Печем и турецким Стамбулом, Эссен являлся культурной столицей Европы. В городе располагается художественный Музей Фолькванг.

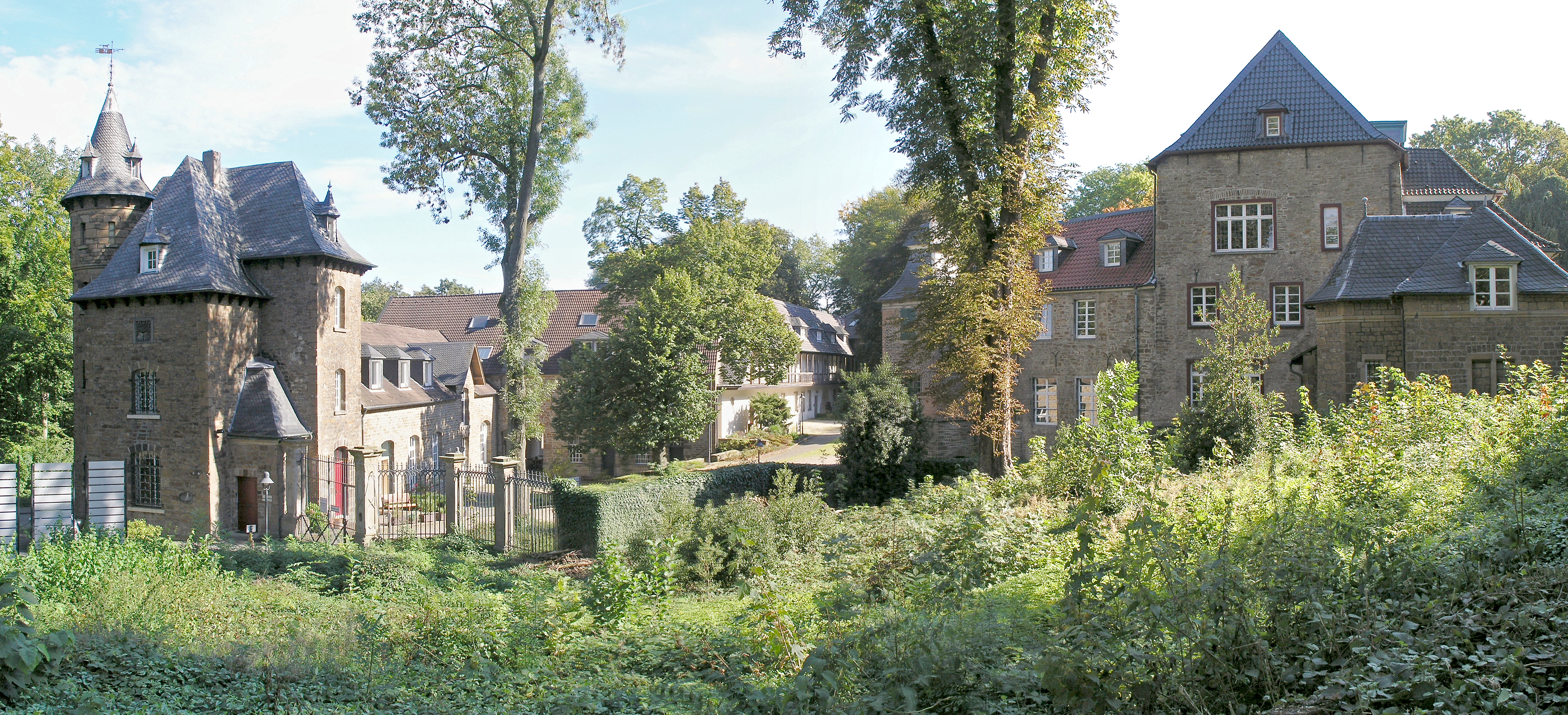
Замок Шелленберг в Реллингхаузене
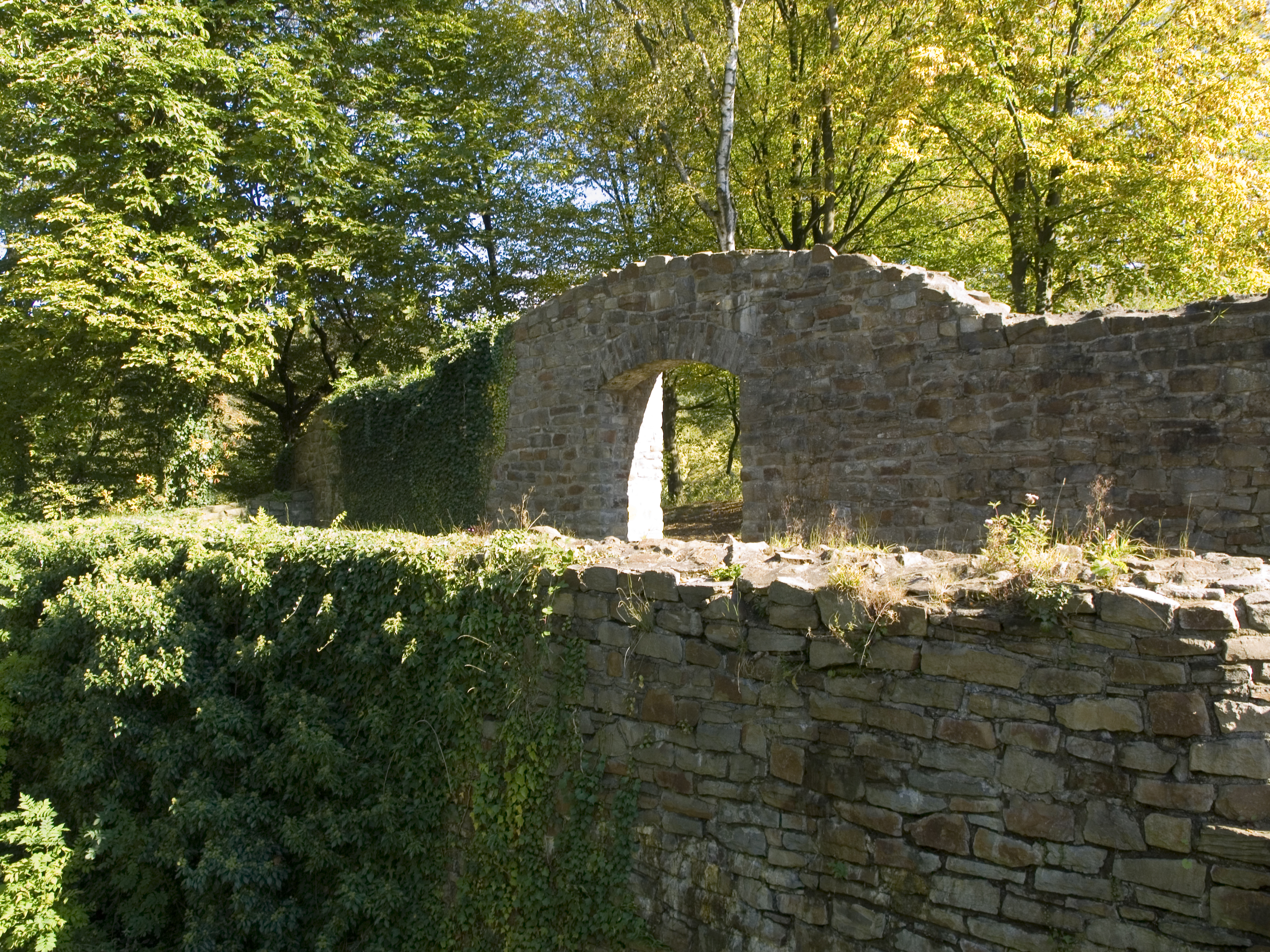
Руины замка Ной Изенбург
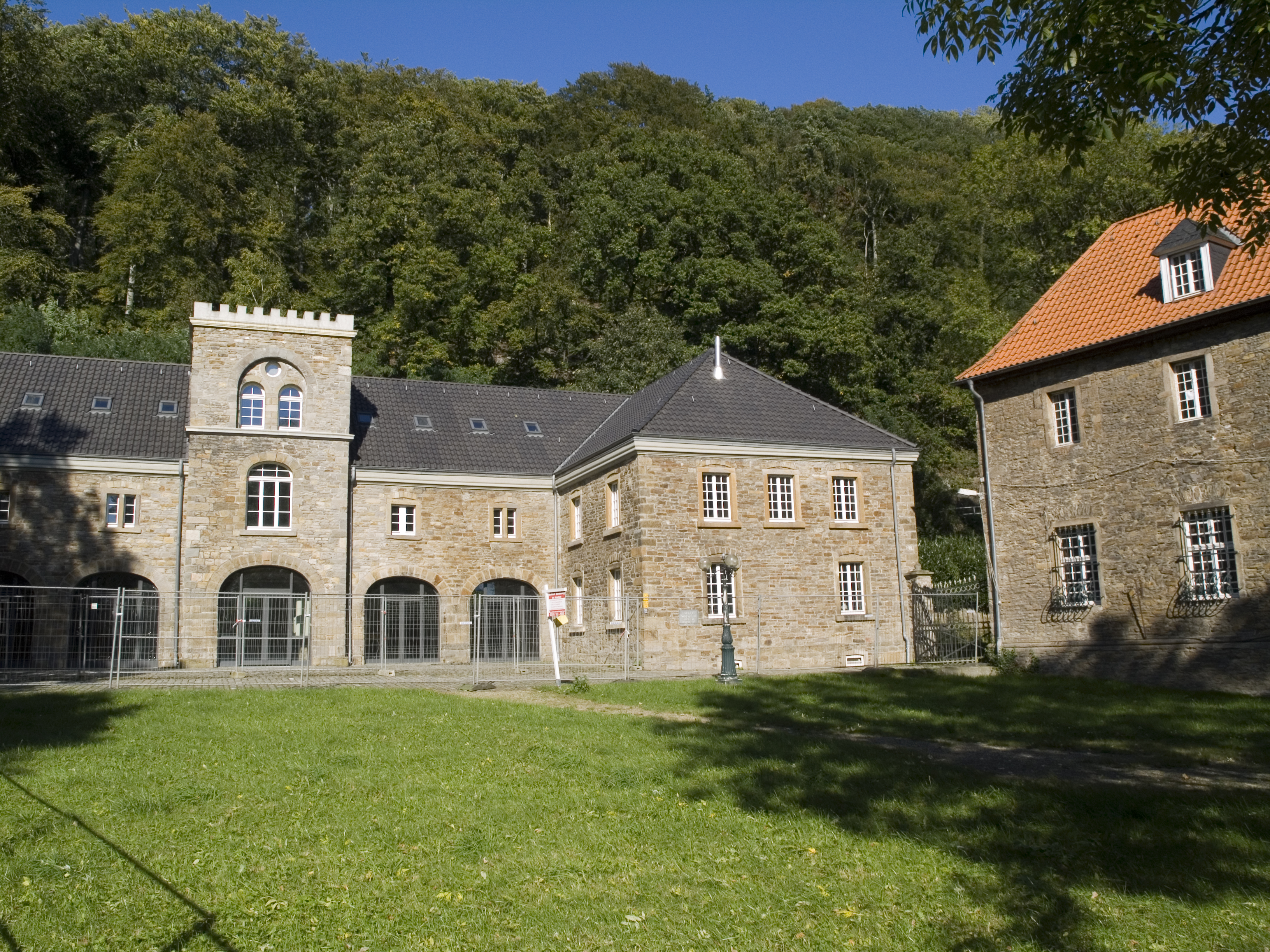
Замок Бальденай
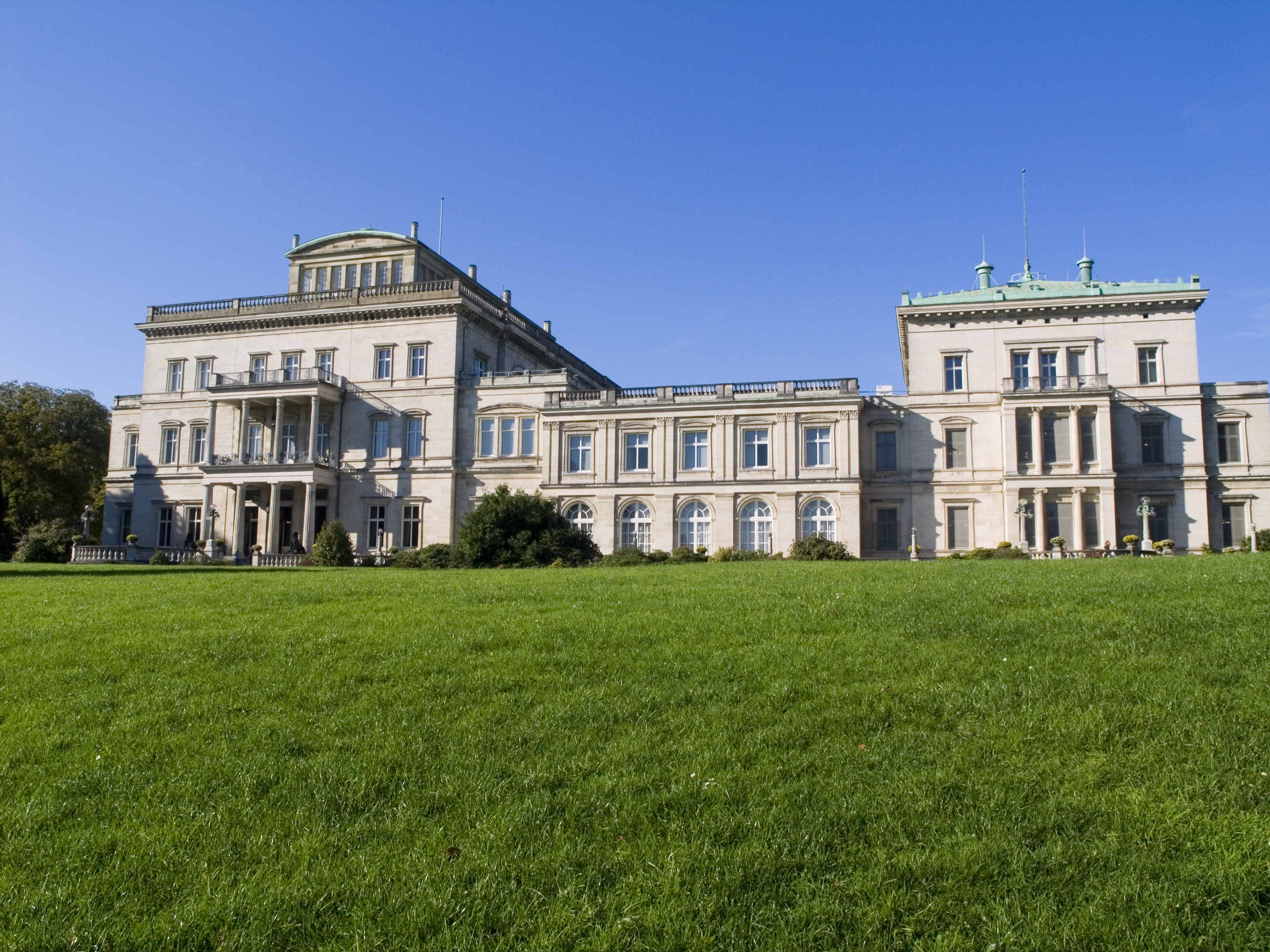
Вилла Хюгель в Бреденае
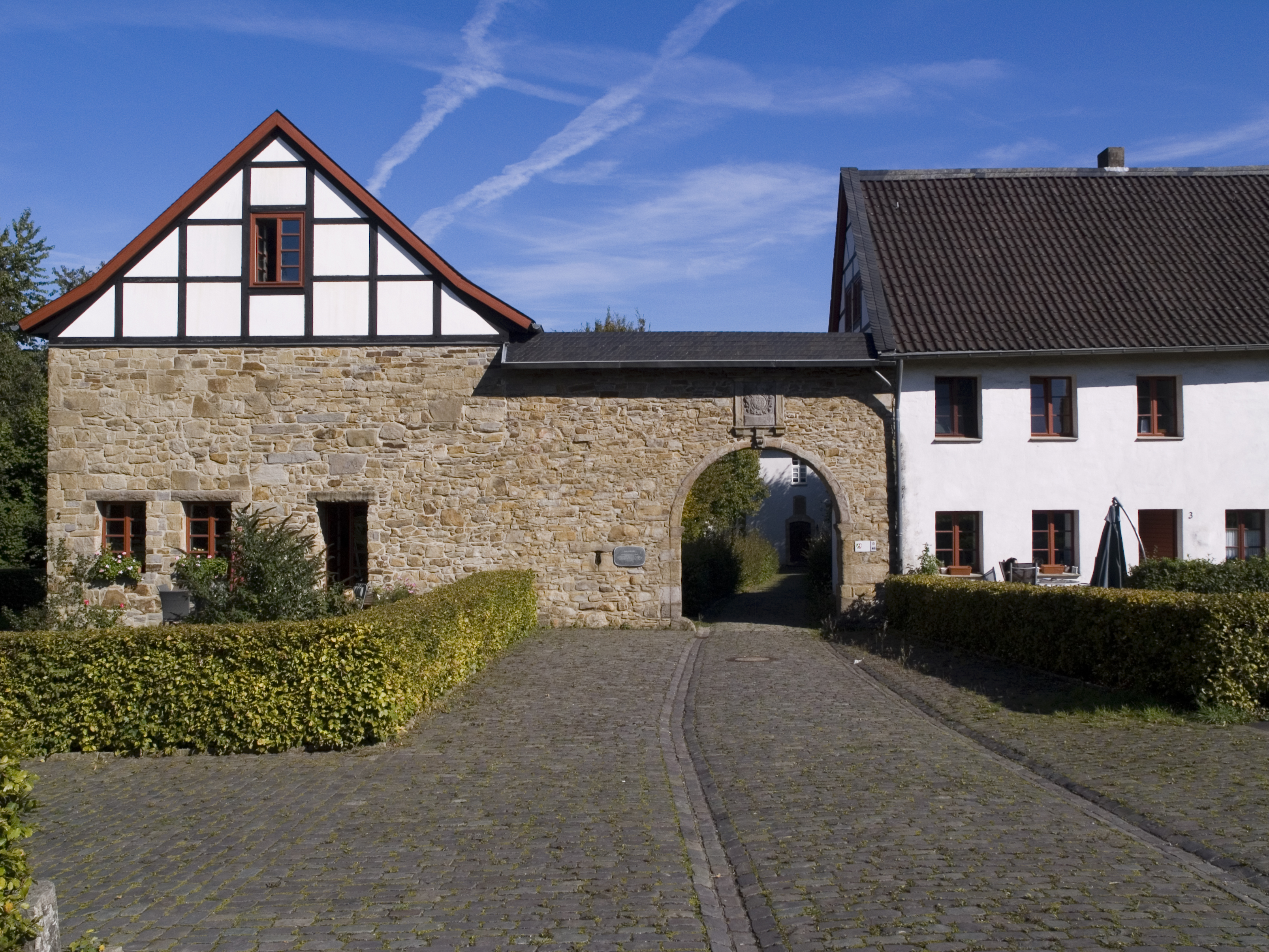
Усадьба Хайзинген
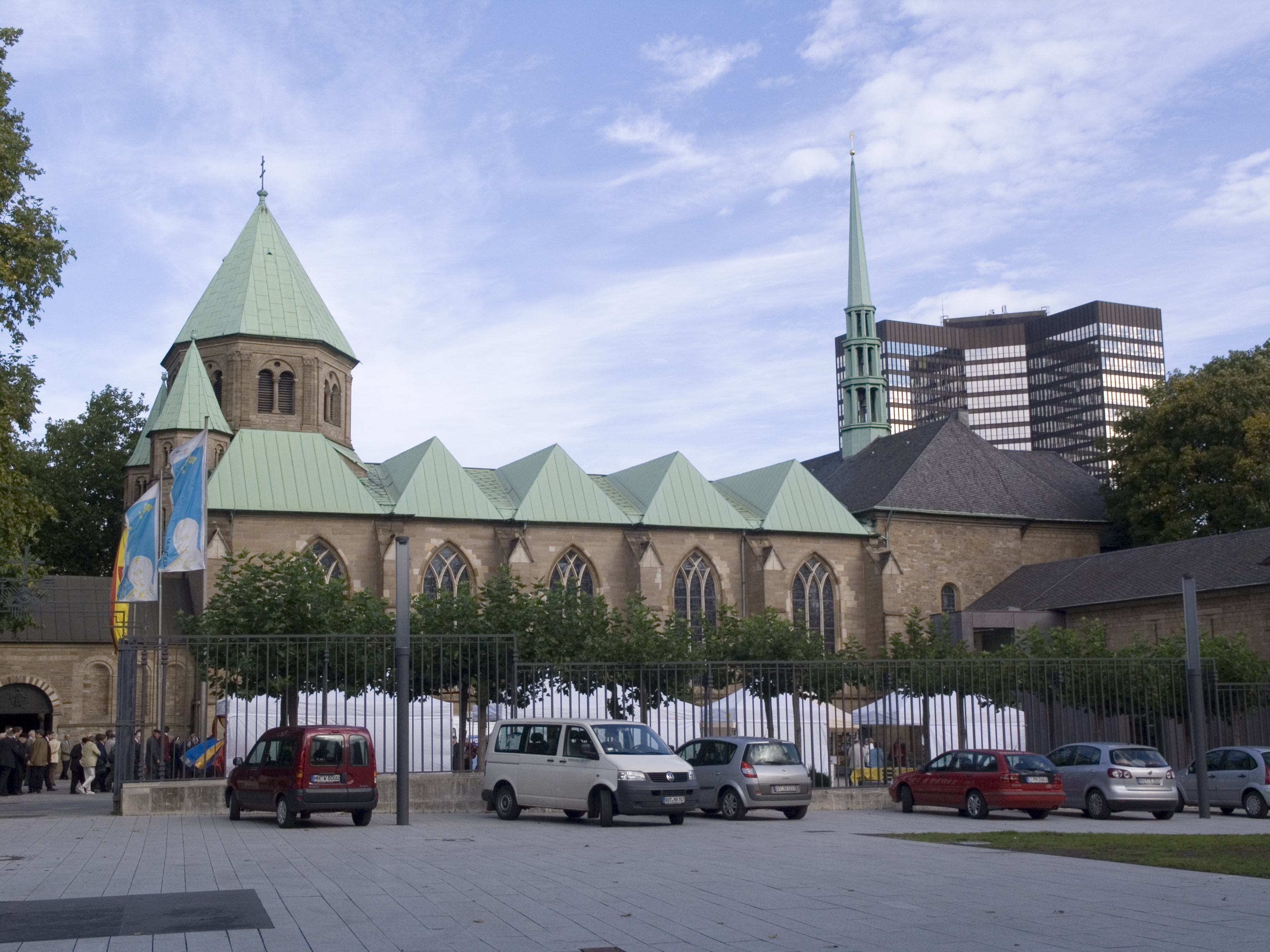
Эссенский собор
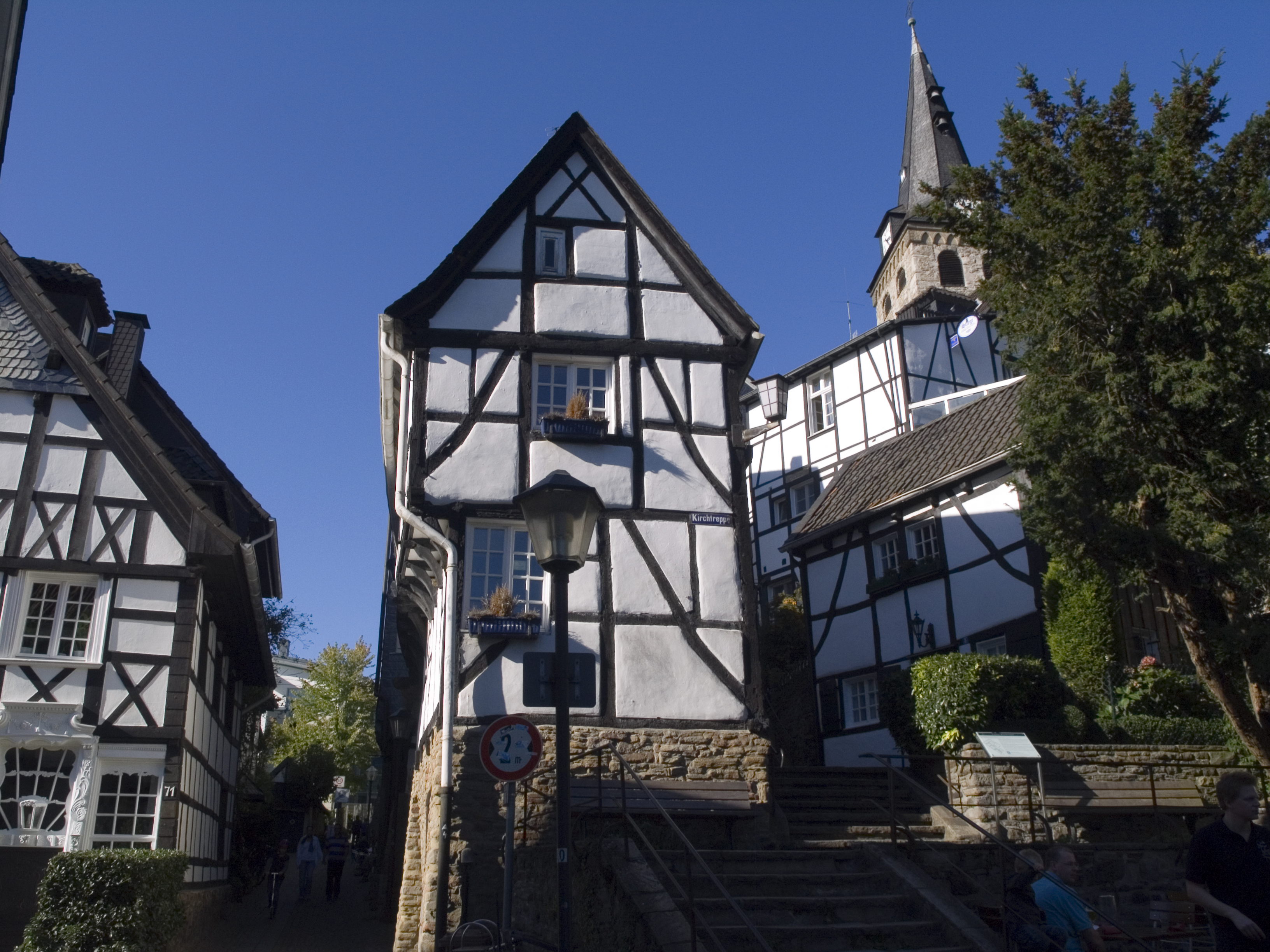
Фахверковые дома в Кеттвиге
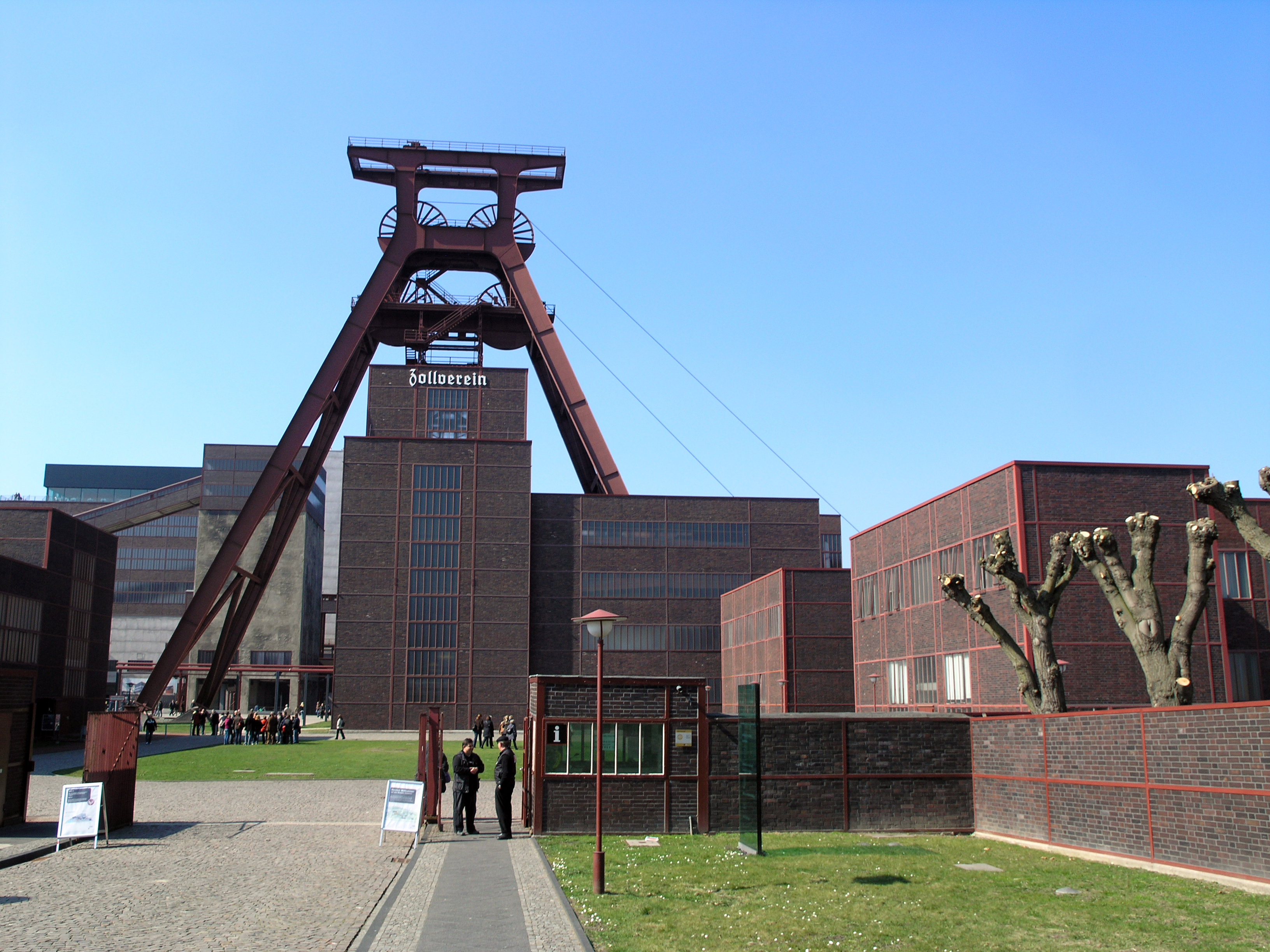
Шахта Цольферайн
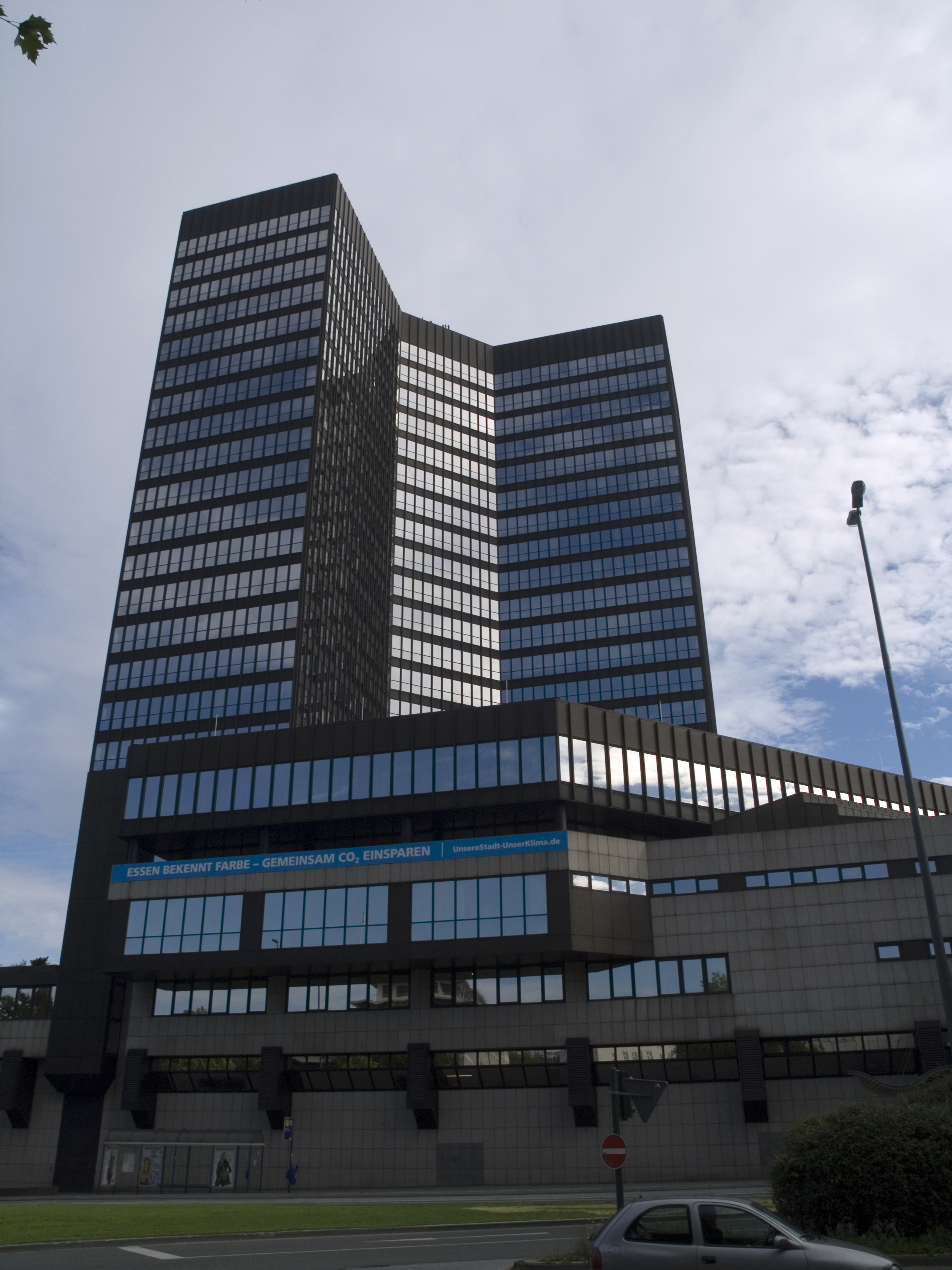
Эссенская ратуша

## Города-побратимы
Городами-побратимыми с Эссен являются:
- Сандерленд, Великобритания (c 1949 г.)
- Тампере, Финляндия (c 1960 г.)
- Гренобль, Франция (c 1974 г.)
- Нижний Новгород, Россия (10 сентября 1991 года было подписано «Соглашение о создании содружества между городами Нижний Новгород и Эссен»)
- Тель-Авив, Израиль (c 1991 г.)

## Известные уроженцы
Смотри Категорию:Родившиеся в Эссене